# Agnela Barros Wilper
Agnela Barros Wilper OAL (Huambo) é uma académica angolana, com foco de investigação no teatro e na dança. Recebeu diversos prémios e reconhecimentos, dos quais se detaca a Medalha de Cavaleira da Ordem das Artes e Letras pelo Ministério da Cultura de França, em 2019.

## Percurso
Agnela é licenciada em Estudos Portugueses e Mestre em Estudos de Teatro, pela Faculdade de Letras da Universidade de Lisboa. Entre 1987 e 1997, foi professora assistente da Universidade Agostinho Neto; entre 2023 e 2005 foi directora geral do Instituto Nacional de Formação Artística – INFA, do Ministério da Cultura de Angola. Co-funou a Associação Angolana de Teatro para a Infância e a Juventude – ASSATIJ, foi Presidente da Associação Franco-Angolana Alliance Française e é ex-presidente da Associação Angolana de Teatro – AAT. Foi também directora Executiva da Revista AUSTRAL da TAAG.
Em 2012, colaborou com o escritor e investigador cultural Jó Kindanje na organização da Primeira Conferência Internacional sobre o Kuduro, que aconteceu em Luanda no Nacional Cine-Teatro, em Maio desse ano.
Em 2022, participou na conferência Papo Cultura, onde abordou a importância do alargamento das relações interculturais e artísticas entre países africanos de língua portuguesa e os restantes países anglófonos e francófonos de África.
Em 2024, Agnela Barros Wilper foi parceira oficial do monólogo Estórias do Cassua.

## Prémios e reconhecimentos
Em Março de 2017, o Camões - Centro Cultural Português prestou-lhe homenagem entitulada Agnela Barros, uma figura incortornável do teatro angolano.
No dia 24 de abril de 2019, foi agraciada com a Medalha de Cavaleira da Ordem das Artes e Letras pelo Ministério da Cultura de França, pela sua determinação em desenvolver o sector das artes em Angola, em particular o teatro e a dança, com enfoque na Francofonia Africana.
Agnela Barros foi uma das entrevistadas pela Conferência das Nações Unidas sobre Comércio e Desenvolvimento, na qualidade de Presidente da Aliança Francesa, Linguística e Crítica de Arte, para a publicação Mapeamento das indústrias culturais e criativas em Angola.
Em maio de 2024, Agnela Barros foi homenageada no projecto Angola Reggae Woman Spoken Word, por ser considerada uma "mãe da ciência e uma figura ímpar do teatro angolano, assim como pelo contributo prestado à cultura nacional, fundamentalmente aos muitos jovens artistas". 
Agnela Barros foi premiada pelo Festival Internacional de Teatro do Cazenga, pela Associação Angolana de Teatro, e pelo Grupo Kussunguluka.

## Ligações Externas
- Entrevista a Agnela Barros Wiklper no programa Café Central da RDP África (episódio 26 de 2 de julho de 2023)